# ウォーリアー&ウルフ
『ウォーリアー&ウルフ』（原題：狼災記）は、2009年の中国・香港・シンガポール・日本の合作映画。監督はティエン・チュアンチュアン。

## ストーリー
数千年前の中国の辺境の地、新兵の陸は敵を殺すことを恐れる。しかし狼から羊を守る姿を見た張安良隊長は、彼を部下にする。隊から逃げ、追って来た張に「殺してくれ」と言う陸だったが、張と共に隊に戻ると彼の期待に応えていった。ある時張は敵に捕まり、陸は敵の族長の息子と張を独断で捕虜交換する。10年以上続く戦争を終わらせる切り札を失った張は「殺してくれ」と陸に頼むが、陸にはできなかった。
都に送られた張の代わりに隊長となった陸は、無慈悲な戦士と変わる。冬になり、陸は部下とともに撤退するが、途中、陸のかわいがっていた狼の子供が死んでしまう。吹雪に遭い、呪われたハラン族の村へと避難した陸は、小屋に隠れていた女を犯した。「自分は死んだ人間だ」と女が言うと、陸も「自分もそうだ」と言う。愛し合って6日目、女は「7日交われば2人とも狼になる」と陸に告げる。陸は隊を率いて出立するが、途中狼の群れと砂嵐に遇い、村へ戻る。求め合う2人は翌朝狼の姿になっていた。
5年が経ち、張安良がこの地に立ち寄ると、部下が次々と狼に襲われる。やがて張の前に狼が姿を現す。張は狼を追って行き、狼は張を襲った。

## キャスト
- 陸沈康：オダギリジョー
- ハラン族の女：マギー・Q
- 張安良：トゥオ・チュンホア（庹宗华）

## スタッフ
- 監督・脚本：ティエン・チュアンチュアン
- 原作：井上靖（短編小説「狼災記」）
- 製作：ウィリアム・コン、ハオ・リー、小椋悟、ハン・サンピン
- 製作総指揮：ダニエル・ユン、ソン・コー
- 共同プロデューサー・SFX/VFXスーパーバイザー：エレン・プーン
- 撮影監督：ワン・ユー
- 美術監督：リュウ・ウェイシン
- 音楽：エフゲニー・ガルペリン、サーシャ・ガルペリン、ドゥ・ウェイ 、チャオ・リー
- 編集：ベンダース・リー
- 衣裳デザイン：ワダ・エミ
- 配給：ジョリー・ロジャー＝チャンス イン

## 映画祭
- 第34回トロント国際映画祭 - 9月10日-19日
- 第3回中東国際映画祭 - 10月8日-17日
- 第29回ハワイ国際映画祭 - 10月15日-25日
- 第4回ローマ国際映画祭 - 10月15日-23日
- 第6回香港アジア映画祭 (オープニング作品) - 10月15日
- 第46回台北金馬影(オープニング作品) - 11月5日-28日
- 第32回モスクワ国際映画祭 - 6月17日-26日

## 受賞
- ハワイ国際映画祭 マーベリック賞 マギー·Q
- 第4回アジア・フィルム・アワード
  - 助演男優賞 トゥオ・ツォンホワ
  - 衣装デザイン賞 ワダ・エミ